# 0次谷
0次谷（ぜろじたに、zero-order basin）とは、塚本良則によって定義された流域の呼称。1次谷（1次谷流域）より1オーダー下の流域をさす。

## 提唱
塚本良則は水文学研究において、水平断面形（等高線の平面形）が谷型である斜面型と、それがつくる集水システムが、森林・土壌・水に関係する斜面の諸性質を研究する上で極めて重要であると認識。これを1つの流域と考え、地形的には幼少期の流域で、1次谷流域より1オーダー下の流域とみなし「0次谷流域」と定義し取り扱うことを提唱した。
ただし0次谷流域は集水域境界をもって区切られる流域単位であり、上記のようなで凹型斜面だけでなく凸型・平型斜面も含んだ地域を示す場合もある。

## 特性
0次谷は斜面における森林・土壌・水などに関係する諸性質が極めて活発で、特徴的な水文現象が起こることが知られており、活性斜面として取り扱われる。具体的な特性・現象は以下の4つである。

### 雨水流出
0次谷は斜面に雨水を集め、それを1次谷流域の地表流路に排出するシステムであり、この地域のには地表流路と地中流路の接合点が存在する。時間の経過とともに地表流路は0次谷流域内を伸長成長し、ソースエリア（地表流路の成長点）を形成する。すなはち、飽和地表流の発生場・谷の伸長成長の場となる。

### 土壌形成
表土の匍行（ほこう）・集中現象により、斜面下部に厚い表土堆積が形成される。

### 地形形成（地中侵食・崩壊）
0次谷流域内では土壌の集中・堆積現象が活発に起こり、地中・地表地形が形成される。同時にこの地域は崩落発生点・土石流形成場でもあり、地形の形成と崩落が繰り返し発生する。

### 森林形成
0次谷は雨水の集水・排出システムであることから地中流が集中し、同時に栄養分も集中する。　この水分・養分良好な成育環境が森林形成を促進する。同様に、土壌が集中し表土が厚く堆積することも促進の一因となっている。

また現象ごとにまとめると、0次谷内には、地形的には地形成長点（遷急点）、水文的には地表流路の成長点（ソースエリア）・地表流路のと地中流路の接合点、侵食的には崩壊発生点・土石流形成点・地中侵食点が集中しているといえる。

## 地形形成と発達
森林流域の地形変化は（広義的）崩壊によって起こり、崩壊は一般に降雨と地震が原因で発生する。0次谷もこれらにより形成され発達する。塚本（1998）は崩落のタイプと流域の形成・発達作用の対応分けを行った。内容は以下の通りである。
『まず崩壊現象を流域地形の発達促進現象ととらえ、斜面崩壊のうち深層崩壊（風化基石崩壊・大規模埋積堆積崩壊）を新しい0次谷の形成作用、表層崩壊（表土滑落）を既存の0次谷の地形修正作用と位置づける。』
0次谷が1つの調和のとれた地形形態をとるのは、このような地形の形成・発達・修正が起こるためである。また、典型的な0次谷地形が発達する地域（山地）は、水文学的には飽和側方流が卓越し、表層崩壊が高頻度で発生する場所であることが判明している。このような場所は小起伏山地に多くみられる。

## 表層崩壊との関係
表層崩壊は、斜面崩壊のうち斜面表土が飽和側方流や地震によって滑落する現象であるが、0次谷との関係においていくつかの特徴が指摘されている。内容は以下の通りである。
- 表層崩壊は0次谷流域を単位として、その多くが0次谷内部で発生する。
- 1つの0次谷に1つの表層崩壊が発生する。[3]
- 表層崩壊面積と0次谷流域面積には相似関係が存在する。
- 豪雨型山崩れによる流域総生産土砂量には上限値が存在する。

表層崩壊とそれにともなう土石流は過去に大土砂災害を引き起こしている。0次谷と、0次谷と崩壊の関係を調査・研究することは、斜面災害対策を行う上で極めて有意義であるといえる。

## 参考

### 水路次数
水路次数（水路階級）とは、河川における本流、支流といった格付けを数値で表したものである。ここでいう水路とは、常時水流がある河川のほか、降水が十分にあった場合のみ水の流路となるところもさす。
最初に次数付けを行ったのはグラベリウス（H.Gravelius）である。彼は本流を1次、それに直接流入する支流を2次、2次の支流に同様に流入する支流を3次というように、小さな支流ほど大きな大きな次数を与えた。
それに対してホートン（R.E.Horton）はグラベリウスとは逆の格付け法を提唱した。まず最先端の支流を1次とし、1次水路が2本合流して2次水路を形成する。これら2本のうち、本流とみなされる1本は先端まで2次と定義しなおされる（この場合、2次水路の延長戦となす角度が小さいほうが本流とみなされる）。2次水路が2本合流して3次水路を形成するが、本流とみなされる2次水路は先端まで3次水路とみなされる。以下、このような過程を繰り返し、流域内の水路すべてを次数付けする。
また、ストレーラ（A.N.Strahler）はホートンの方法から水路次数が本流に沿って先端までさかのぼるという考えを除き、先端から2次以上の水路への流入点、最高次の水路の先端から流域の流出口までと、次数を区間に与える改良を行った。この方法はホートン・ストレーラの方法（Horton-Strahler method）と呼ばれ、現在最も広く採用されている。